# 相良藩願成寺站
相良藩願成寺站（日语：／ Sagarahan-ganjōji eki */?）是位於熊本縣人吉市願成寺町，屬於球磨川鐵道湯前線的車站。站名源自於車站附近的相良藩願成寺。站內南側為JR肥薩線並行的路線，雖然為並行路線，但肥薩線並沒有在此設立月台。

## 車站構造
本站為擁有岸式1面1線月台的車站，並有派員駐守。車站旁有設置公共電話，站房則與兒童圖書館合併。

## 車站周邊
附近多為住宅區與古寺院的所在。

- 願成寺 - 人吉城主相良家的菩提寺，同時也是國家指定文化財。
- 相良家墓地 - 願成寺後方。
- 願成寺溫泉
- 川上哲治生家跡 - 經過西側平交道後可到達，距離車站約400公尺。
- 人吉市立人吉東小學
- 熊本縣立人吉高級中學
- 中小企業研修中心人吉分校
- 人吉別院
- 七日町郵局
- 人吉願成寺郵局
- 國道445號

## 歷史
- 1937年4月1日 - 設立東人吉站。
- 1959年1月20日 - 廢止貨物業務。
- 1963年4月1日 - 業務委託化。
- 1987年4月1日 - 國鐵分割民營化後成為九州旅客鐵道（JR九州）轄下的車站。
- 1989年10月1日 - 湯前線交由球磨川鐵道營運，並改稱為相良藩願成寺站。

## 相鄰車站
球磨川鐵道
湯前線
人吉溫泉－相良藩願成寺－川村

## 關連項目
- 日本鐵路車站列表

## 外部連結
- 球磨川鐵道各站資訊 （页面存档备份，存于）（日語）